# Mamadou Diouf (zapaśnik)
Mamadou Diouf (ur. 5 stycznia 2002) – senegalski zapaśnik walczący w stylu wolnym
Piąty na mistrzostwach Afryki w 2022. Dziewiąty na igrzyskach solidarności islamskiej w 2021. Brązowy medalista igrzysk frankofońskich w 2023. Wicemistrz Afryki juniorów w 2022 roku. 